# Усманов, Муллаям Ахмедьянович
Муллаям Ахмедьянович Усманов (16.08.1910 — 13.05.1977) — советский военнослужащий, участник Великой Отечественной войны, полный кавалер ордена Славы, участник Великой Отечественной войны, разведчик 175-го гвардейского стрелкового Висленского полка, гвардии старшина. Полный кавалер ордена Славы.

## Биография
Родился 16 августа 1910 года в городе Агрыз Агрызского района Татарстана. Татарин. В 1930 году переехал в город Первоуральск Свердловской области. Работал на строительстве Первоуральского новотрубного завода, затем на самом заводе.
В 1941 году был призван в Красную Армию. С июля того же года участвовал в боях с немецко-вражескими захватчиками. Служил в полковой разведке, был дважды ранен.
В ночь на 11 сентября 1944 года разведчик 175-го гвардии стрелкового полка гвардии красноармеец Усманов в составе группы участвовал в разведке боем западнее города Мелец. Истребил около 10 солдат, захватил «языка». Приказом от 19 сентября 1944 года гвардии красноармеец Усманов Муллаям Ахмедьянович награждён орденом Славы 3-й степени
В ночь на 28 октября 1944 года в составе группы поиска проник в расположение противника в районе города Новы-Корчин, уничтожил несколько противников и одного взял в плен. Приказом от 23 декабря 1944 года гвардии красноармеец Усманов Муллаям Ахмедьянович награждён орденом Славы 2-й степени
В январе 1945 года при форсировании реки Одер близ населенного пункта Дёберн гвардии старшина Усманов одним из первых преодолел водную преграду. В бою, выбивая врага из первой линии окоп, гранатами и огнём из автомата ликвидировал около 10 вражеских солдат. Был тяжело ранен и отправлен в госпиталь. На фронт больше не вернулся.
Указом Президиума Верховного Совета СССР от 10 апреля 1945 года за образцовое выполнение заданий командования в боях с немецко-вражескими захватчиками на завершающем этапе Великой Отечественной войны гвардии старшина Усманов Муллаям Ахмедьянович награждён орденом Славы 1-й степени. Стал полным кавалером ордена Славы. Также был награждён медалями, в том числе «За отвагу».
После госпиталя был демобилизован. Вернулся в город Первоуральск. Только через несколько лет после Победы ему была вручена высокая награда Родины. Более 15 лет проработал в горячем цехе новотрубного завода.
Скончался 13 мая 1977 года. Похоронен в Первоуральске на городском кладбище.